# 白崇禧
白 崇禧（はく すうき）は、中華民国の軍人、政治家、回族、イスラム教徒である。国民革命軍の陸軍一級上将であると同時に、桂軍（広西軍、広西軍閥）、その中でも「新桂系」と呼ばれる集団の指導者の1人である。中華民国の政治においては、蔣介石とは反共・抗日などで一致していたものの、広西省などを地盤に蔣の権威に挑戦し続けた。字は健生。ムスリム名はオマル。渾名は小諸葛。

## 軍閥時代
姓は旧来Baiderludenと称し、ペルシャ商人の子孫である。Baidurluden家は白と改姓した。白崇禧は広西省の陸軍学校では黄紹竑や李宗仁と同級生だった。そこは蔡鍔によって運営された近代的な学校であり、その卒業生は広西省の軍隊を近代化している。
白崇禧は軍閥の時代、広西省第一師団の原型であった大隊の司令官代理となっていた黄紹竑、及びもう一人の仲間である李宗仁と同盟し、国民党指導者である孫文の支持者として有名になった。新桂系と呼ばれたこの同盟は1924年、広西省軍閥陸栄廷への攻撃を続けた。同盟の尽力により広西省は中華民国の管轄下になり、白崇禧と李宗仁は新しい広西省指導者達の代表となった。
北伐（1926年 - 1928年）の期間、白崇禧は国民革命軍参謀長であり、たびたび急襲、策略、奇襲により大きな敵を打ち破っての北部軍閥に対する多くの勝利を認められた。1927年、彼は東路軍を率いて杭州と上海を征服する。上海の駐屯軍指揮官として、白崇禧も1927年4月4日の国民革命軍及び上海の労働組合の共産分子一掃の行動に参加した。白崇禧は前線部隊を指揮して最初に北京に入り、北伐を達成した現場の上級司令官として認められる。北伐における彼の戦場での功績に対して三国時代の英雄にちなみ「小諸葛亮」とあだ名された。 中国人は一般に諸葛亮を歴史上一番の戦略家としている。
北伐の最後には、蔣介石は広西の軍隊を除くために世論を喚起し始める。1929年の一時期、白崇禧はベトナムに避難を強いられた。1930年から1936年まで、白崇禧は広西省の再建に貢献し、そこは進歩的な政府のある「典型的な」省になった。広西省は、日中戦争のため90万人以上の軍隊を供給した。

## 日中戦争
公式な交戦は、北平郊外における盧溝橋事件において中国と日本の間で1937年7月7日に始まった。1937年8月4日に、白崇禧は蔣介石に誘われ、中央政府に復帰。日中戦争（1937年 - 1945年）の間、作戦と訓練に責任のある幕僚長代理を務める。彼は中国側が領域を利用して時間を稼ぎ、敵の戦線後方におけるゲリラ戦術を採用し、あらゆる機会において敵の補給路を崩壊させる「総力戦」の戦略を蔣介石に納得させた重要な戦略家である。より良い装備と訓練がなされた日本軍が進攻すると、中国側は彼らに現地での補給を与えないために敵の進路で焦土作戦を行った。白崇禧は多くの重要な作戦にも関わった。その中には1938年春の山東省における作戦で優勢な敵を破るため李宗仁と協力して得た初めての主要な台児荘の戦いでの勝利がある。中国の行動は数カ月間、日本の前進を妨害し、遅らせた。その後、彼は第三、第四、第七、第九戦区担当を兼ね、桂林の軍事評議会の戦地執行部司令官に任命された。彼は湖南省の都である長沙防衛の成功を監督した。1939年から1942年の間に、日本軍による攻勢は3度の長沙会戦ですべて撃退された。白崇禧は広西省南部を取り戻す為、広西省南部での桂南会戦と崑崙関の戦いも指揮した。

## 国共内戦
1945年の日本敗戦後、 中国の国共内戦は本格的に戦いを再開した。1946年春、中国の共産主義者は東北部で活動的だった。共産軍の林彪将軍指揮下の兵力100,000を超える部隊が重要な鉄道の分岐点である四平を占拠した。国民党軍は、何回か試みたが、林彪を退かせることができなかった。次に蔣介石は作戦を監督させるために白崇禧を派遣した。何回かの再展開後、国民党軍は、2日間の激戦により完全に林彪の軍隊を破ることができた。この四平攻防戦は中国本土が中国の共産主義者の手に落ちる前の1946年から1949年の期間における国民党の最初にして唯一の主要な勝利となった。

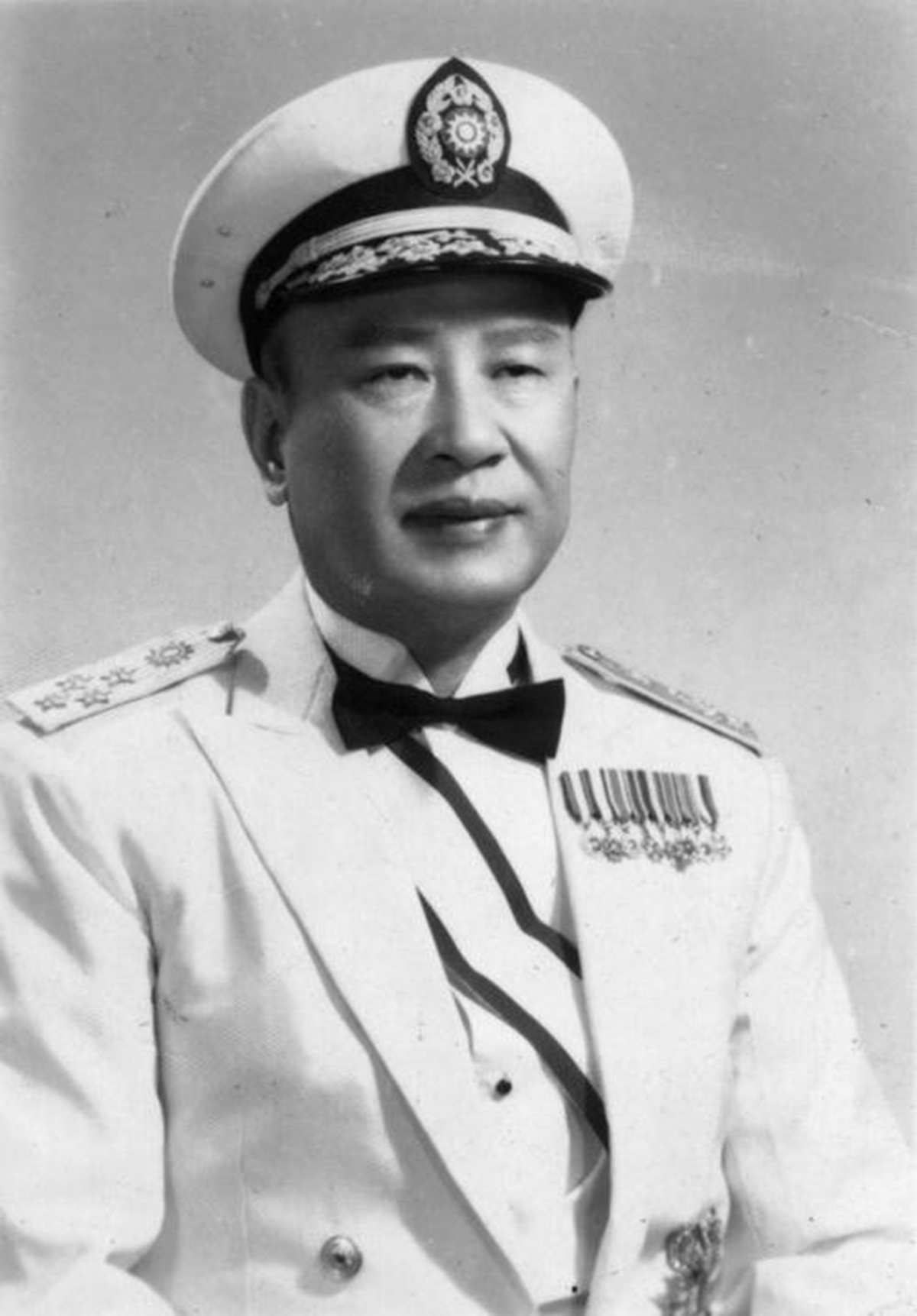
国防部長時代の白崇禧

1946年6月に白崇禧は国防部長に任命されたものの、蔣介石が白崇禧を通さずに私邸で国共内戦について主要な打ち合わせや決定を行い始め、正規の指揮系統を通さず個人的に最前線の部隊に対して師団レベルに至るまで指揮をしたことで結果として有名無実化してしまった。省政府や大都市周辺を国民政府軍で固め地方に共産党を追いやって封じ込める蒋の戦略は、戦争当初には4:1の比率で数の優勢があった国民政府軍の崩壊をすぐに招き、国共内戦は国民党にとって苦しいものになった。

## 台湾での活動
1947年2月28日の二・二八事件後の台湾の暴動は中央政府の指名した役人と守備隊による杜撰な行政のために起きたもので生来の台湾住民である本省人と中国本土から渡来した住民である外省人双方に多くの犠牲者を出した。白崇禧は蔣介石の個人的な代理として事実関係の調査及び民心の安定化支援のために派遣された。各種の台湾住民に対する面接調査を含む二週間の視察後、白崇禧は知事の交代とその仲間の秘密警察署長の起訴を含めた大胆な提言を行った。彼は暴動に加わった学生に対してその両親が監督し、以後の普通の行動を保証する条件で恩赦も与えた。こうした率直な行動もあって本省人の信頼を得ることに成功した。
白崇禧は他にも蔣介石との仲たがいがあった。1948年の総統・副総統選挙では、彼が副総統選挙に出た彼の友人で広西の戦友である李宗仁を支援し、李宗仁は蔣介石の選んだ候補である孫科に勝利した。蔣介石は白崇禧を国防部長から罷免し、中国中部と南部の責任者に任命した。白崇禧の部隊は広西から海南島に撤退しつつも最後まで抵抗を続け、1949年12月30日に指揮下の部隊ともども台湾へ向った。その後は総統府戦略顧問委員会副委員長や中国回教協会会長を歴任したものの、蔣介石とも和解することなく李宗仁の中華人民共和国への帰順にも強烈な非難を以て応えた。
1966年12月1日に脳血栓症で死去。白崇禧は台北市のイスラム墓地に埋葬されている。

## 衝撃
戦略家としての白崇禧の名声は、バーバラ・タックマンの著書『失敗したアメリカの中国政策』で記されたように有名だった。米国陸軍大佐エヴァンズ・カールソンは白崇禧が「多くの人に最も鋭敏な中国軍人と認められる」と述べている。エドガー・スノーはさらに踏み込んで、彼を「世界のあらゆる軍隊が誇りとする最も知的で有能な指揮官のうちの1人」と呼んだ。
白崇禧は現在アメリカ合衆国に住んでいる中国人作家で脚本家である白先勇の父である。